# Erny-Saint-Julien
Erny-Saint-Julien är en kommun i departementet Pas-de-Calais i regionen Hauts-de-France i norra Frankrike. Kommunen ligger i kantonen Fauquembergues som tillhör arrondissementet Saint-Omer. År 2022 hade Erny-Saint-Julien 337 invånare.

## Befolkningsutveckling
Antalet invånare i kommunen Erny-Saint-Julien
| Referens: INSEE |